# Myyrmäen jalkapallostadion
El Myyrmäen jalkapallostadion (en español: Estadio de fútbol de Myyrmäki) anteriormente ISS Stadion y Pohjola Stadion, es un estadio multiusos ubicado en el distrito de Myyrmäki, en la ciudad de Vantaa, Finlandia. Es la sede del PK-35 Vantaa de la Segunda División de Finlandia, y de su equipo representativo femenino que juega en la Kansallinen Liiga, la máxima categoría de fútbol femenino. El estadio tiene capacidad para 4.700 personas y fue inaugurado en 2000.
El estadio acogió dos partidos de fase de grupos del Campeonato Europeo Sub-18 2001
En 2004 y 2009 se disputó en este estadio la final de la Copa de la Liga de Finlandia.
El estadio fue la sede del segundo Campeonato Mundial Femenino de fútbol americano del 30 junio al 6 de julio de 2013, donde Estados Unidos obtuvo su segundo título consecutivo, y cinco años después, del Campeonato de Europa de Fútbol Americano de 2018 que se celebró del 29 de julio al 4 de agosto de 2018.

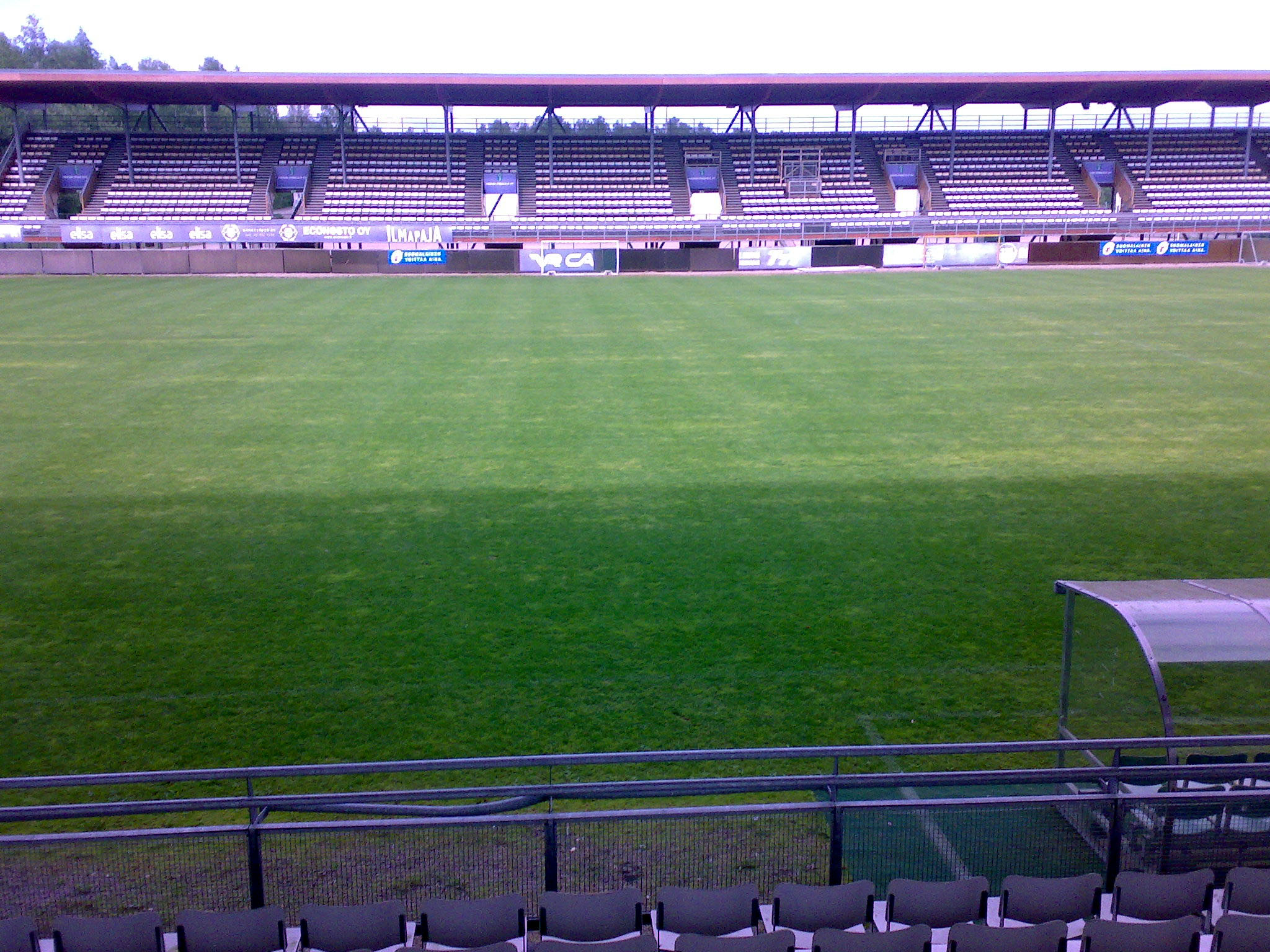
tribuna este